# 김세권
김세권(1931년 ~ ,金世權) 은 제16대 서울고등검찰청 검사장을 역임한 법조인이다.

## 생애
1931년 서울시에서 태어나 경기중학교, 서울고등학교, 1956년 서울대학교 법학과를 나온 후 1956년 제8회 고등고시 사법과에서 합격하였다. 1958년 서울지방검찰청 검사에 임용되었다.
김세권은 두산그룹 창업주인 박두병 딸인 박용언과 결혼했다.  김세권과 박용언은 아들은 1970년대 봉제업으로 성장한 태흥의 창업주 권태흥의 딸 권혜경과 결혼한 김형일 일경산업개발 부회장으로 1990년대 초반 대한민국에 게스·폴로 등을 수입해 유명세를 탔던 기업가다. 딸 김희정의 남편은 최원현 케이씨엘 대표변호사다.
대검찰청 차장으로 재직하던 1986년 2월 전국 검사장 회의를 주재하면서 "국법질서 확립을 위한 검찰의 과제"라는 주제로 토의를 하여 국법질서와 사회기강 확립, 경제도약의 전기가 될 수 있는 현재의 국내외 경제여건을 최대한 유지, 활용할 수 있도록 경제질서교란사범 엄단, 민생을 불안하게 하는 반윤리적인 강력사범에 대한 단호한 응징, 사회적 신분과 지위의 고하를 가리지 않는 엄정 공평한 법집행을 1986년도 검찰권 행사의 방향으로 정했다.

## 경력
- 1958년 ~ 1959년 서울지방검찰청 검사
- 1968년 법무부 출입국관리과장 겸 서울고등검찰청 검사
- 1970년 ~ 1971년대검찰청 수사국 제3과장
- 1971년 서울지방검찰청 동부지청 부장검사
- 1975년 서울고등검찰청 검사
- 1977년 대전지방검찰청 차장검사
- 1978년 2월 11일 ~ 1980년 6월 8일 제3대 서울지방검찰청 성북지청 지청장장
- 1981년 4월 27일 ~ 1981년 12월 16일 제25대 대전지방검찰청 검사장
- 1981년 법무부 기획관리실장
- 1982년 6월 18일 ~ 1985년 5월 24일 제15대 광주고등검찰청 검사장
- 1985년 5월 25일 ~ 1986년 4월 29일 대검찰청 차장검사
- 1986년 5월 2일 ~ 1987년 6월 7일 제16대 서울고등검찰청 검사장
- 1987년 8월 서울시 강남구 변호사 개업
- 1988년 ~ 2001년 재단법인 연강재단 이사장
- 1994년 ~ 2008년 법무법인 케이씨엘 대표 변호사
- 1995년 ~ 1998년 한국형사정책연구원 이사장
- 2008년 ~ 법무법인 케이씨엘 고문 변호사